# Aluminiumsilikat
Aluminiumsilikat är en grupp kemiska föreningar som innehåller aluminium, kisel och syre. Den kemiska sammansättningen är av formen xAl2O3.ySiO2.zH2O.
Aluminiumsilikater finns naturligt i jordskorpan, men de kan också framställas syntetiskt genom kemiska reaktioner. De används ofta som råvaror inom keramikindustrin och som tillsatser i betong och plast. Aluminiumsilikater har även använts i lysdioder och som katalysatorer i olika industriella processer. Dessutom har aluminosilikater visat sig ha viktiga medicinska egenskaper, såsom antiinflammatoriska och antioxiderande effekter. Det finns olika typer av aluminiumsilikater, beroende på deras kemiska sammansättning och struktur. De vanligaste är cristobaliterna, som kan vara antingen amorfa (utan kristallstruktur) eller kristallina.
Vanliga aluminiumsilikater är kaolin, fältspat och zeoliter. Aluminiumsilikater har många användningsområden på grund av sin höga hårdhet, låga densitet och goda elektriska isoleringsegenskaper. De används också som slipmaterial och som filtreringselement i olika industriella processer. Trots många användningsområden finns det även viktiga säkerhetsaspekter att ta hänsyn till vid hantering av aluminiumsilikater. De kan orsaka ögon- och luftvägsirritation, och långvarig exponering för höga koncentrationer kan leda till hälsoproblem. Det är därför viktigt att följa de säkerhetsföreskrifter som gäller vid hantering av dessa. material.